# Le Frère de Black Billy
Pour plus de détails, voir Fiche technique et Distribution.
Le Frère de Black Billy (Three Mounted Men) est un film muet américain réalisé par John Ford, sorti en 1918.
Ce film est considéré comme perdu.

## Fiche technique
- Titre original : Three Mounted Men
- Titre français : Le Frère de Black Billy
- Réalisation : John Ford (crédité Jack Ford)
- Scénario : Eugene B. Lewis
- Photographie : Ben F. Reynolds
- Société de production et de distribution : The Universal Film Manufacturing Company
- Pays de production :  États-Unis
- Langue : anglais
- Format : Noir et blanc — 35 mm — 1,37:1 — Film muet
- Genre : Western
- Date de sortie :
  - États-Unis : 7 octobre 1918
- Licence : domaine public

## Distribution
- Harry Carey : Cheyenne Harry
- Neva Gerber : Lola Masters
- Joe Harris : Buck Masters
- Harry Carter : le fils du gardien
- Ruby Lafayette : Mme Masters
- Charles Hill Mailes : le gardien